# Enonsaari
L'île Enonsaari est une île du lac Vesijärvi dans le Sud de la Finlande.

## Géographie
Elle est comprise dans la localité de Lahti. Lieu touristique très populaire en été, c'est aussi une destination pour les skieurs et les patineurs l'hiver. 